# Phare de l'île Robinson Crusoe
Le phare de l'île Robinson Crusoe ou  phare de Punta San Carlos (en espagnol : Faro Punta San Carlos) est un phare actif situé sur l'Île Robinson Crusoe dans  l'Archipel Juan Fernández, (Province de Valparaíso), dans la Région de Valparaíso au Chili.
Il est géré par le Service hydrographique et océanographique de la marine chilienne dépendant de la Marine chilienne.

## Histoire
Ce phare est érigé sur Punta San Carlos (ceb), un promontoire du côté nord du village de San Juan Bautista, sur l'île Robinson Crusoé, marquant l'entrée de la Baie Cumberland.
L'archipel Juan Fernández est situé à environ 600 km au large des côtes du centre du Chili. Aujourd'hui, l'île Robinson Crusoe possède une piste d'atterrissage et une population permanente d'environ 850 personnes.

## Description
Le phare est une tourelle cylindrique en fibre de verre, avec une balise photovoltaïque de 3,5 m de haut. La tour est peinte en blanc avec une bande horizontale rouge. Il émet, à une hauteur focale de 6 m, un éclat blanc par période de 12 secondes. Sa portée n'est pas connue. 
Identifiant : ARLHS : JHI001 - Amirauté : G1855 - NGA : 111-1328 .
|                                            |
| Localisation :Îles chiliennes du Pacifique |

|                     |
| Île Robinson Crusoe |

### Lien connexe
- Liste des phares du Chili